# 柯蒂斯陨石坑
柯蒂斯陨石坑（Curtis）是位于月球正面澄海西部的一座小撞击坑，其名称取自美国天文学家希伯·柯蒂斯（1859年-1906年），1973年被国际天文学联合会正式接受。

## 描述

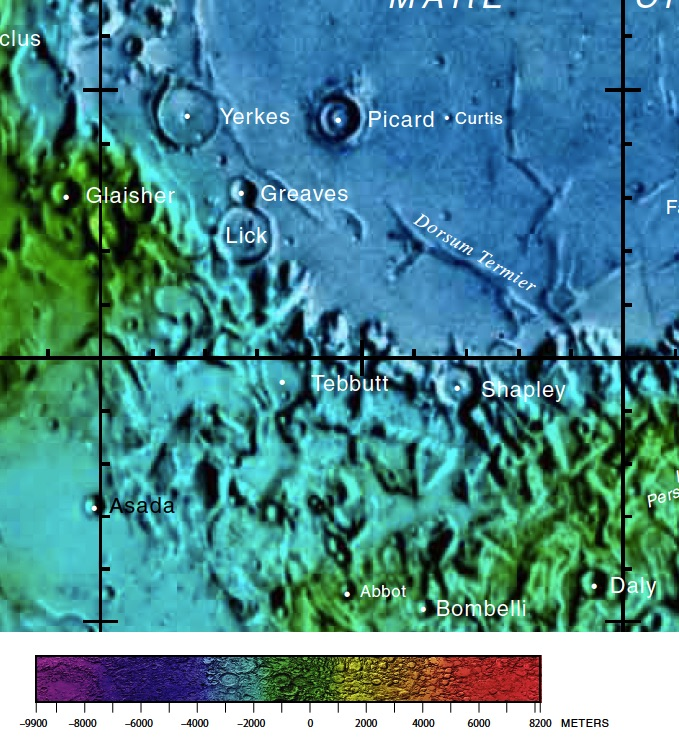
柯蒂斯陨石坑的周边，月球正面区域图。

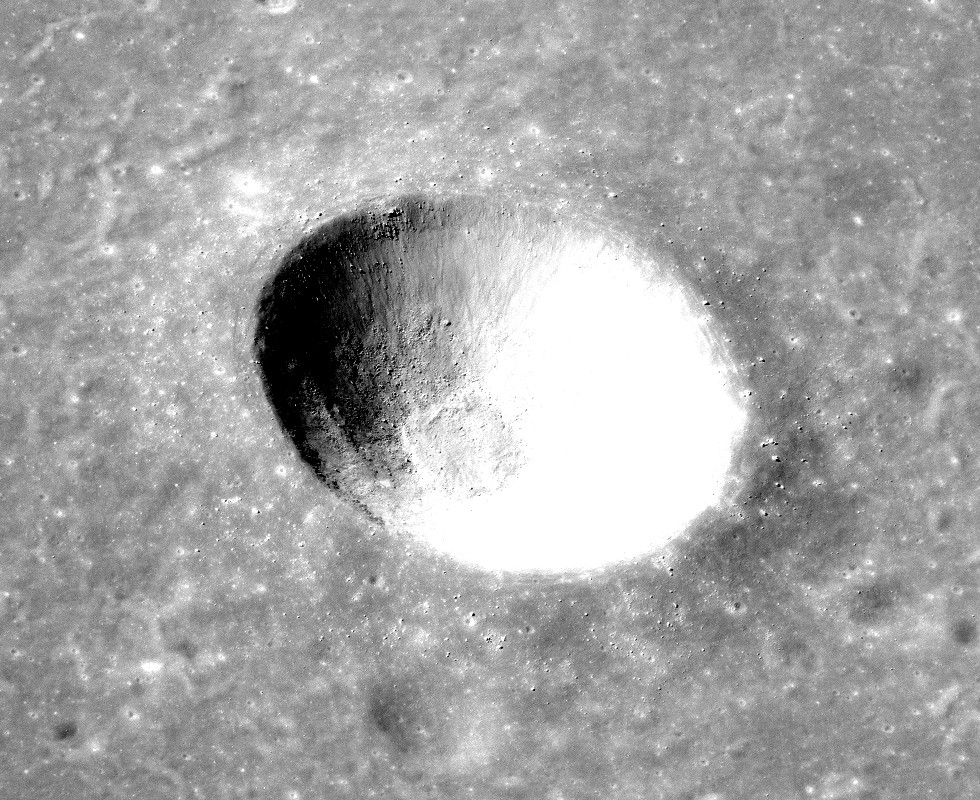
阿波罗17号拍摄的图像

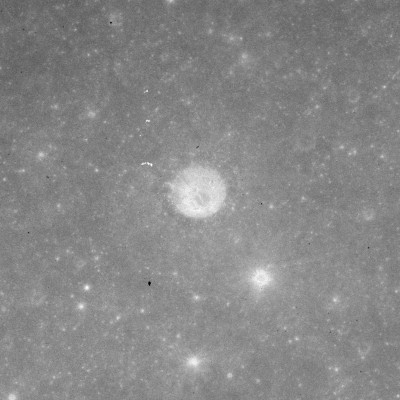
阿波罗15号拍摄的图像

该陨坑西侧靠近较大的皮卡德陨石坑、西北分别毗邻年轻的皮尔斯陨石坑和斯威夫特陨石坑，小陨坑埃克特位于它的东北、东南偏东及西南分别则坐落了略大的华伦海特陨石坑和利克陨石坑。沿柯蒂斯陨石坑的东南和南面分别绵延着哈克山脊和泰尔米埃山脊。该陨坑中心月面坐标为14°34′N 56°47′E / 14.57°N 56.79°E，直径2.88公里，深约0.511公里。
柯蒂斯陨石坑是一座圆杯状的撞击坑，带有一个平坦的小坑底，坑壁壁沿尖峭，内侧壁平整，未受到任何明显的撞击侵蚀。该陨坑坑壁最大高出周边地形表面110米，内部容积约有0.96立方公里。坑底表面相对平坦，没见有其它醒目的地貌结构。
在1973年被国际天文学联合会正式命名前，该陨坑曾被称作卫星坑皮卡德 Z（所谓的卫星坑标记法：以所靠近的主坑名+字母来命名）。

## 另请参阅
- Andersson, L. E.; Whitaker, E. A. . NASA RP-1097. 1982.
- Blue, Jennifer. . USGS. July 25, 2007  [2014-12-06]. （原始内容存档于2015-12-30）.
- Bussey, B.; Spudis, P. . New York: Cambridge University Press. 2004. ISBN 978-0-521-81528-4.
- Cocks, Elijah E.; Cocks, Josiah C. . Tudor Publishers. 1995. ISBN 978-0-936389-27-1.
- McDowell, Jonathan. . Jonathan's Space Report. July 15, 2007  [2007-10-24]. （原始内容存档于2012-05-26）.
- Menzel, D. H.; Minnaert, M.; Levin, B.; Dollfus, A.; Bell, B. . Space Science Reviews. 1971, 12 (2): 136–186. Bibcode:1971SSRv...12..136M. doi:10.1007/BF00171763.
- Moore, Patrick. . Sterling Publishing Co. 2001. ISBN 978-0-304-35469-6.
- Price, Fred W. . Cambridge University Press. 1988. ISBN 978-0-521-33500-3.
- Rükl, Antonín. . Kalmbach Books. 1990. ISBN 978-0-913135-17-4.
- Webb, Rev. T. W.  6th revised. Dover. 1962. ISBN 978-0-486-20917-3.
- Whitaker, Ewen A. . Cambridge University Press. 1999. ISBN 978-0-521-62248-6.
- Wlasuk, Peter T. . Springer. 2000. ISBN 978-1-85233-193-1.